# Austro Aéreo
Austro Aéreo fue una aerolínea ecuatoriana fundada en 1996. Operaba servicios regulares de pasajeros en todo el Ecuador. La empresa se declaró en quiebra y cesó sus operaciones a finales de 2003.

## Historia
La empresa fue inaugurada el 11 de noviembre de 1996. La aerolínea ofrecía vuelos regulares entre las ciudades de Cuenca, Lago Agrio, Macas, Quito y Guayaquil. Austro Aéreo tenía un número limitado de aviones y tuvo muchos problemas con ellos. Un avión, un Fairchild Hiller FH-227, quedó en tierra porque no superó una inspección importante. Los costos de reparación habrían sido muy altos, por lo que Austro Aéreo optó por no repararlo y en su lugar adquirió otros dos aviones.
Austro Aéreo adeudaba tres millones de dólares a Boeing, arrendador de los Embraer EMB 120 Brasilia, a los proveedores de los motores, Pratt & Whitney, al Instituto Ecuatoriano de Seguridad Social y al fisco. Suspendió sus operaciones el 16 de diciembre de 2003. Ciento siete empleados perdieron sus trabajos y la empresa fue liquidada finalmente el 31 de diciembre de 2003.

## Antigua flota

Embraer EMB 120 Brasilia (HC-CBX) en el Antiguo Aeropuerto Internacional Mariscal Sucre de Quito (2002)

| Aeronaves                | Número | Introducido | Retirado | Matrículas      |
| ------------------------ | ------ | ----------- | -------- | --------------- |
| Embraer EMB 120 Brasilia | 2      | 2000        | 2003     | HC-CBX y HC-CBE |
| Fairchild Hiller FH-227  | 1      | 1996        | 2000     | HC-BXC          |

## Antiguos destinos
| Destinos                                                             | Aeropuertos                                     | Desde | Desde | Notas                                                  |
| Destinos                                                             | Aeropuertos                                     | CUE   | UIO   | Notas                                                  |
| -------------------------------------------------------------------- | ----------------------------------------------- | ----- | ----- | ------------------------------------------------------ |
| Cuenca, Azuay                                                        | Aeropuerto Internacional Mariscal La Mar        | X     |       | Hub principal                                          |
| El Coca, Orellana                                                    | Aeropuerto Francisco de Orellana                |       | X     | Ruta solicitada a finales de 2003, pero nunca operada. |
| Guayaquil, Guayas                                                    | Aeropuerto Internacional José Joaquín de Olmedo | X     |       |                                                        |
| Lago Agrio, Sucumbíos                                                | Aeropuerto de Nueva Loja                        |       | X     | Ruta inaugurada el 1 de octubre de 2003.               |
| Macas, Morona Santiago                                               | Aeropuerto Coronel Edmundo Carvajal             | X     |       | Finalizada en el año 2000 por baja ocupación.          |
| Manta, Manabí                                                        | Aeropuerto Internacional Eloy Alfaro            |       | X     | Ruta solicitada a finales de 2003, pero nunca operada. |
| Portoviejo, Manabí                                                   | Aeropuerto Reales Tamarindos                    |       | X     | Ruta solicitada a finales de 2003, pero nunca operada. |
| Quito, [[Archivo:\|20x20px\|border\|Bandera de Pichincha]] Pichincha | Aeropuerto Internacional Mariscal Sucre         | X     |       | Hub secundario                                         |